# Nicholas Ioannou
Nicholas Ioannou (Limasol, 10 de noviembre de 1995) es un futbolista chipriota que juega en la posición de defensa para la U. C. Sampdoria de la Serie B.

## Selección nacional
Tras jugar con la selección de fútbol sub-19 de Chipre y con la sub-21, finalmente debutó con la selección absoluta el 3 de junio de 2017. Lo hizo en un partido amistoso contra Portugal que finalizó con un resultado de 4-0 a favor del combinado portugués tras los goles de André Silva, Pizzi Fernandes y un doblete de João Moutinho. Además disputó varios partidos de la Liga de Naciones de la UEFA y de la clasificación para la Eurocopa 2020.

## Clubes
| Club                         | País       | Año       | Partidos | Goles |
| ---------------------------- | ---------- | --------- | -------- | ----- |
| AEP Paphos FC                | Chipre     | 2012-2013 | 4        | 0     |
| APOEL FC                     | Chipre     | 2014-2020 | 129      | 6     |
| Nottingham Forest F. C.      | Inglaterra | 2020-2021 | 5        | 0     |
| Aris Salónica F. C. (cedido) | Grecia     | 2021      | 10       | 1     |
| Como 1907                    | Italia     | 2021-2024 | 90       | 7     |
| U. C. Sampdoria              | Italia     | 2024-     | 28       | 3     |

## Palmarés

### Campeonatos nacionales
| Título                     | Club     | País   | Año  |
| -------------------------- | -------- | ------ | ---- |
| Primera División de Chipre | APOEL FC | Chipre | 2015 |
| Copa de Chipre             | APOEL FC | Chipre | 2015 |
| Primera División de Chipre | APOEL FC | Chipre | 2016 |
| Primera División de Chipre | APOEL FC | Chipre | 2017 |
| Primera División de Chipre | APOEL FC | Chipre | 2018 |
| Primera División de Chipre | APOEL FC | Chipre | 2019 |
| Supercopa de Chipre        | APOEL FC | Chipre | 2019 |